# Breda Ba.39
Il Breda Ba.39 era un monoplano monomotore biposto da turismo e da collegamento ad ala bassa a semisbalzo, prodotto dall'azienda italiana Società Italiana Ernesto Breda negli anni trenta del XX secolo.

## Storia del progetto

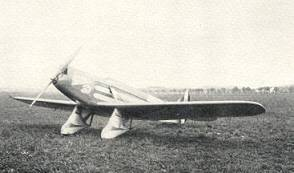
Un esemplare di Breda Ba.39 da turismo fotografato nel corso degli anni Trenta del XX secolo.

A seguito del buon successo conseguito dal Ba.33, l'ingegnere Cesare Pallavicino iniziò il progetto di una versione maggiorata basata sull'esperienza acquisita sul precedente velivolo da destinare al mercato dell'aviazione civile da turismo e competizione. Il prototipo del nuovo modello, al quale venne assegnata la designazione Ba.39, venne portato in volo per la prima volta nel settembre 1932 nelle mani del Collaudatore ingegnere Ambrogio Colombo, ottenendo incoraggianti prestazioni. Benché le maggiori dimensioni e il maggior peso influissero negativamente sulla velocità massima raggiunta, risultata inferiore al Ba.33, le caratteristiche generali suggerirono di avviarne la produzione in serie. Il velivolo fu immediatamente presentato al Challenge International di quell'anno.

## Tecnica
La velatura, monoplana ad ala bassa, era collegata alla fusoliera ed al carrello tramite una serie di profilati in acciaio. La tecnica di costruzione era di tipo misto, impiegando longheroni in legno, traverse metalliche, centine in legno e rivestimento in tela. La fusoliera era realizzata in tubi d'acciaio al cromo-molibdeno saldati, irrigiditi con diagonali in filo d'acciaio. Il rivestimento esterno era in tela verniciata con emaillite e finita con vernice alluminata, ad eccezione dei cofani anteriori, in lamiera di metallo.
Il motore impiegato era il Colombo S.63 a 6 cilindri in linea, raffreddato ad aria, erogante la potenza di 130 CV (69 kW). Il propulsore era separato dalla fusoliera da una paratia ignifuga, poteva essere ispezionato dall'esterno, in caso d'emergenza, era predisposto per l'avviamento a manovella. L'elica era lignea, a passo regolabile al suolo, del diametro di 2,23 m. Il serbatoio del carburante, della capacità di 154 litri, era installato subito dietro il propulsore, assieme a quello dell'olio (15,9 litri). Quello del carburante era suddiviso in due serbatoi distinti, disposti in modo tale che, in caso d'avaria della pompa d'alimentazione, l'altro serbatoio avrebbe continuato ad alimentare il motore per gravità.
Erano presenti alette centrali Handley-Page che, su richiesta del pilota, entravano in funzione sotto i 95–100 km/h di velocità ed aumentavano il sostentamento. In corrispondenza degli alettoni erano infine presenti alette di estremità che si aprivano automaticamente alla medesima velocità, garantendo la stabilità laterale.
Il carrello era di tipo triciclo posteriore fisso e dotato di ammortizzatori oleodinamici Vickers con una corsa totale di oltre 30 cm che permetteva l'atterraggio su qualsiasi terreno. La velocità di discesa era di 5 m/s, e durante i collaudi fu possibile sorvolare un ostacolo alto 8 m, arrestando a terra il velivolo dopo solo 100 m dall'ostacolo, con due persone a bordo. Le ruote erano dotate di pneumatici Dunlop a bassa pressione e i freni Bendix. Il pattino di coda era anch'esso ammortizzato tramite l'impiego di due avvolgimenti in cordone elastico e un mollone d'acciaio.

## Impiego operativo

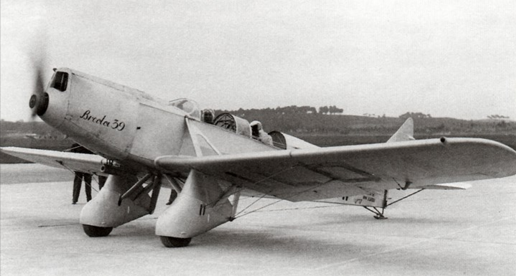
Un Breda Ba.39 ritratto a terra. Tale foto si trova al Museo dell'aeronautica Gianni Caproni di Trento.

Al suo esordio il biposto partecipò al circuito delle Oasi in Libia, e successivamente il modello prese parte a numerose competizioni sul territorio nazionale, piazzandosi al primo posto in numerose occasioni.
In particolare l'aereo si distinse con il periplo d'Italia del 1933 (3 000 km alla media di 214 km/h) compiuto dal colonnello Gelmetti, e il Giro Aereo del Mediterraneo del 1934, compiuto dai piloti Folonari e Malinverni che decollati e atterrati a Torino, toccarono Palestina, Baghdad, la capitale dell'Iraq, Egitto e Tunisia. Nello stesso anno aerei Breda 39 parteciparono al Challenge International de Tourisme 1934, una gara riservata agli aerei da turismo, con circuito e prove speciali, che partendo e finendo a Varsavia attraversò Germania, Francia, Spagna, Nord Africa, Italia, Jugoslavia, Austria e Cecoslovacchia. Vi parteciparono 34 aerei di diversa nazionalità, Polonia, Cecoslovacchia, Italia, Francia, Inghilterra e Germania. Dei sei aerei italiani partecipanti, il Caproni PS.1 (I-FRAN) di François e Sabatini si classificò 18º, mentre il Breda 39 (I-LUDO) si classificò al 19º ed ultimo posto, mentre altri tre Breda (un Ba.39 e due Breda Ba.42) ed un PS.1 non si qualificarono. Per propagandare la Fiera del Levante la copia di piloti formata da Stellingwerf e Zappetta utilizzo un Breda Ba.39 per un tour che toccò Albania, Bulgaria, Romania, URSS, Caucaso, Iraq, Siria, Egitto, Libia. Nel 1935 vi fu la partecipazione al 1º Avioraduno del Littorio, che vide la partecipazione di ben cinque Ba.39. Nello stesso anno Achille Varzi e Gianni Albertini utilizzarono un Ba.39 per il loro volo Milano-Leopoldville, in Congo.
Pur essendo stato concepito come velivolo civile il modello si ritrovò a ricoprire un ruolo anche in ambito militare. Infatti alla iniziale produzione si aggiunsero, in un secondo tempo, ulteriori 60 esemplari, costruiti in seguito ad una richiesta del Ministero di dotare la Regia Aeronautica di nuovi aerei da collegamento. Nel maggio 1935 dodici aerei effettuarono un raid da Milano a Bengasi con tappe a Napoli, Palermo, Tunisi e Tripoli.
Esemplari di Ba.39 vennero utilizzati in missioni di collegamento e ricognizione durante la Guerra d'Etiopia (1935-1936), dove a bordo di due esemplari i giornalisti Mario Massai (I-MASS) e Vittorio Beonio Brocchieri (I-ACBA) seguirono l'andamento delle operazioni, nel contempo effettuando missioni di collegamento e ricognizione. 
Al 15 gennaio 1936 la Sezione era a Lugh Ferrandi.
Massai, inoltre, accompagnò sul suo Ba 39 (I-MASS) i 15 Caproni Ca.101 bis nel primo bombardamento di Neghelli.
L'aereo ebbe uso anche nell'ambito delle operazioni dell'Invasione italiana dell'Albania
Sul territorio nazionale il Ba.39 venne impiegato come addestratore presso il 4º Stormo con sede a Gorizia negli anni quaranta. Alcuni Breda Ba.39 vennero esportati in Paraguay e Spagna, dove servirono come aerei postali e per collegamenti.
Da questo modello venne sviluppato il Ba.42, dotato di un più potente radiale Fiat A.70S da 180 CV (132 kW) coperto aerodinamicamente da una cappottatura NACA.

### Paraguay
Un velivolo venne registrato in Paraguay con la matricola ZP-PAA nei primi mesi del 1940. L'aereo, dotato di propulsore Colombo S.63 era di proprietà di Elías Navarro e Antonio Soljancic. L'aereo venne usato per voli espressi dalla compagnia aerea Navarro Expreso Aéreo, andando distrutto in un incidente a São Paulo, Brasile, nell'ottobre 1940.

### Spagna
Nell'ottobre del 1936 un Breda Ba.39 (immatricolato I-MASS), assieme ad un Breda Ba.33 (immatricolato I-AAUW, n.c. 3206), a conclusione di un lungo volo attraverso la Sicilia e l'Algeria, raggiunsero Tablada, in Spagna. L'aereo venne usato dall'Aviación Nacional, l'aeronautica militare della fazione franchista, per servizi di collegamento e trasporto veloce.

## Versioni
- Ba.39: tre prototipi (MM.235, MM.236, MM.237)[5]
- Ba.39 Met ("Metropolitano"): versione riservata al mercato interno, prodotta in 40 esemplari (MM.55801/55820 e MM.55845/55864).[7]
- Ba.39 Col ("Coloniale"): versione riservata al mercato coloniale, prodotta in 24 esemplari (MM.55821/55844).MM.55801/55820)[7]
- Ba.39S: versione a tre posti prodotta dal 1934 (MM.254/255).[7]

## Utilizzatori

### Militari
Italia
- Regia Aeronautica

 Spagna
- Aviación Nacional

### Civili
Paraguay
- Navarro Expreso Aéreo

### Periodici
- Orazio Ferrara, Il filosofo volante, in Aerei nella Storia, n. 91, Parma, West-Ward Edizioni, agosto-settembre 2013,  pp. 24-32, ISSN 1591-1071 (WC · ACNP).
- Enrico Leproni, Breda 39, in Aerofan, n. 10, Milano, Associazione Italiana per la Storia dell'Aviazione, 1980,  pp. 96-101.